# Universidade Norueguesa de Ciência e Tecnologia
A Universidade Norueguesa de Ciência e Tecnologia  (em norueguês:  Norges teknisk-naturvitenskapelige universitet ou Noregs teknisk-naturvitskaplege universitet) é uma instituição pública de ensino superior, com sede na cidade de Trondheim e com instalações em Trondheim, Gjøvik e Ålesund, na Noruega.

Tem uma orientação internacional, vocacionada para a Ciência e a Tecnologia. Tem cursos de formação profissional e uma grande abrangência académica que inclui ciências humanas e sociais, economia, medicina, pedagogia, arquitetura, economia de empresa e disciplinas artísticas.

Tem cerca de 42 000 estudantes, dos quais 400 doutorandos, e conta com 9 000 professores e funcionários (2021).

## Faculdades
A Universidade Norueguesa de Ciência e Tecnologia é composta pelas seguintes faculdades:

- Faculdade de Arquitetura e Design (AD)
- Faculdade de Engenharia (IV)
- Faculdade de Tecnologia da Informação e Engenharia Elétrica (IE)
- Faculdade de Ciências Humanas (HF)
- Faculdade de Ciências (NV)
- Faculdade de Medicina e Ciências da Saúde (MH)
- Faculdade de Ciências Sociais e Educação (SU)
- Faculdade de Economia (EAC)